# Chloroclystis errabunda
Chloroclystis errabunda är en fjärilsart som beskrevs av Louis Beethoven Prout 1958. Chloroclystis errabunda ingår i släktet Chloroclystis och familjen mätare. Inga underarter finns listade i Catalogue of Life.